# 上野良丞
上野 良丞（上野 良焏、うえの りょうじょう、1884年（明治17年）3月7日 - 1952年（昭和27年）8月5日）は、大日本帝国陸軍軍人。最終階級は陸軍中将。

## 経歴・人物
福岡県出身。1905年（明治38年）陸軍士官学校第17期卒業、陸軍歩兵少尉に任官。のち1910年（明治43年）陸軍大学校に入校し、1913年（大正2年）同校第25期卒業。陸軍歩兵大佐・歩兵第31連隊長を経て、（昭和6年）第2師団参謀長となり、満州事変に出征。師団長の多門二郎中将を補佐する。1934年（昭和9年）3月5日に陸軍少将・歩兵第33旅団長に任官。その後、1935年（昭和10年）第14師団司令部附を経て、1937年（昭和12年）8月2日、陸軍中将に昇進と同時に待命。同月22日に予備役。
1947年（昭和22年）11月28日、公職追放仮指定を受けた。